# 크린스
크린스(독일어: Kriens)는 스위스 루체른주에 위치한 도시이자 지자체이다.
지자체는 필라투스 산기슭에 있으며, 루체른의 서쪽 교외 지역이다.

## 역사
크린스의 기원이나 의미는 명확하게 확인할 수 없다. 그것은 아마도 ‘분리된’(4세기)과 같은 것을 의미하는 인도-게르만 단어 (s)keri에서 유래했을 것이다. 그것은 아마도 켈트어 Crientas로 옮겨졌을 것이다. 9세기 문서에는 알레만어 단어인 Chrientes가 언급되어 있다.
루체른 베네딕토회 수도원의 가장 오래된 문서에서 크리엔테스는 16개 유산 중 하나로 지정된다. 크리엔테스는 필라투스산과 루체른 호수 사이의 지역을 지정했다. 수도원은 두 명의 귀족 자매로부터 그 지역을 선물로 받았다. 이 문서는 840년경에 작성된 것이다. 합스부르크 왕가는 1291년에 지자체를 인수했다. 젬파흐 전투까지 로텐부르크 지역의 일부로 그들의 소유로 남아 있었다. 1392년에 루체른시가 점령되었다. 크린스는 호르프, 아이겐탈과 함께 1421년부터 1798년까지 호르프-크린스의 포크트에 속했다. 1653년에 지역 농민들은 한스 스펭글러의 주도로 반란을 일으켰다. 1803년까지 루체른 지역의 일부였으며, 그 이후로 루체른 당국에 속해 있다.

## 지리
크린스시는 다양한 지역의 (‘도시화된’) 마을, 서쪽의 오버나우 공동체, 헤르기스발트의 작은 마을, 아이겐탈로 가는 길을 따라 마을에서 서쪽으로 5km, 그리고 필라투스의 언덕에 있는 수많은 독립 농장으로 구성되어 있다.
루체른의 이웃 커뮤니티와 동쪽의 경계는 큰 양조장 부지를 가로질러 간다. 거기에서 기겔리발트를 통해 북서 방향으로 달리고 오버귀취의 루체른 지구의 서쪽과 뵈센호프 농장까지 귀치발트로 이어진다. 거기에서 남서쪽으로 조넨베르크산과 블레텐베르크산의 경사면을 따라 Gspan 농장까지 이어진다. 그곳에서 남동쪽으로 방향을 틀면 뷔르제네그 산(해발 1,146m), 크라이귀치 산(해발 1,0547m)을 가로지르는 홀더샤펠리의 작은 마을(해발 935m)을 분리한다. 및 필라투스 북서쪽의 라우엘레네그 산(해발 1,442m)으로 가는 도중에 회흐베르크산(해발 1,162m)이다. 거기에서 시의 경계는 북동쪽으로 프래쿤테그 산(높이 1,469m)과 빌레 산(높이 1,373m)을 지나 호흐발트로 이어진다. 그곳에서 국경은 슈타이니바흐로 이어졌고, 얼마 지나지 않아 호르브의 기차역에 가까워진다. 거기서부터 루체른 방면으로 가는 (부분적으로는 이전) 기차 선로를 따라 북쪽으로 향하여 양조장의 소유지로 되돌아간다.
크린스의 동쪽 부분(도시와 호르브 근처 지역)은 계곡에 있다. 쿠퍼함메르에서 토지는 오버나우를 향해 서쪽으로 완만하게 상승한다(쿠퍼함메르와 오버나우 사이의 해발 차이는 90m 미만).
마을의 북쪽에는 소넨베르크 산의 작은 숲이 우거진 남쪽 경사면이 있다. 마을 남쪽의 경사면은 샤텐베르크 산의 북쪽이다.
샤텐베르크는 필라투스의 첫 번째 부상이다. 아래 부분이 깨끗하고 부분적으로 발달되어 있다. 오버나우의 서쪽과 마을의 남쪽 토지의 대부분은 숲이다. 크린서레크와 프레크뮌테크를 연결하는 라인의 서쪽에는 크고 평평한 늪이 있으며, 여기에서 많은 개울(추겐바흐, 바이스바흐, 로트바흐 및 렝바흐 포함)이 시작된다. 전체 지역은 필라투스의 북쪽 경사면의 일부를 형성한다.
중요한 것은 운터러 크린스바흐 하천이 덮이기 전에 종종 홍수를 일으켰다. 그것은 도시를 통해 흐르고 루체른의 로이스로 비워진다. 슬룬트바흐와 앞에서 언급한 슈테이니바흐는 호르브 방향으로 흘러 루체른 호수로 향한다.
크린스의 면적은 27.3k㎡이다. 이 지역의 31.6%는 농업용으로 사용되며, 50.5%는 산림이다. 나머지 토지 중 16.9%는 정착지(건물 또는 도로)이고 나머지(1%)는 비생산적(강, 빙하 또는 산)이다. 1997년 토지조사에서, 전체 토지 면적의 50.51%가 산림이었다. 농경지 중 29.63%는 경작이나 목초지에 사용되며, 1.98%는 과수원이나 덩굴 작물에 사용된다. 정착지 중 8.81%는 건물, 2.23%는 산업, 0.84%는 특별 개발, 1.1%는 공원 또는 녹지, 3.88%는 교통 기반 시설로 구성되어 있다. 비생산적인 지역 중 0.07%는 비생산적인 고인 물(연못 또는 호수), 0.33%는 비생산적인 흐르는 물(강), 0.62%는 기타 불모지이다.
그것은 크린스와 1845년 이후 헤르기스발트로 구성되어 있다. 아이겐탈은 1832년까지 크린스 교구에 속해 있었다. 또한 중세와 1814년에서 1845년까지 크린스의 일부였다.

### 인근 지자체
크린스는 남쪽으로 헤르기스빌, 남쪽과 동쪽으로 호르브, 동쪽으로 루체른시, 북쪽으로 이전 지자체 리타우(지금은 루체른시의 일부), 북서쪽으로 말터스와 접하고, 서쪽으로 슈바르첸베르크를 접한다.

## 인구통계
크린스의 인구(2020년 12월 31일 기준)는 28,245명이다. 2007년 기준으로 전체 인구의 15.8%가 외국인이다. 지난 10년 동안 인구는 6.3%의 비율로 증가했다.
크린스의 연령 분포는 5,438명으로 전체 인구의 21%가 0-19세이다. 6,412명(24.8%)이 20-39세이고 9,199명(35.5%)이 40-64세이다. 고령자 분포는 3,675명으로 14.2%가 65-79세, 997 또는 3.9%가 80-89세, 167명 또는 0.6%가 90세 이상이다.

### 인구성장률

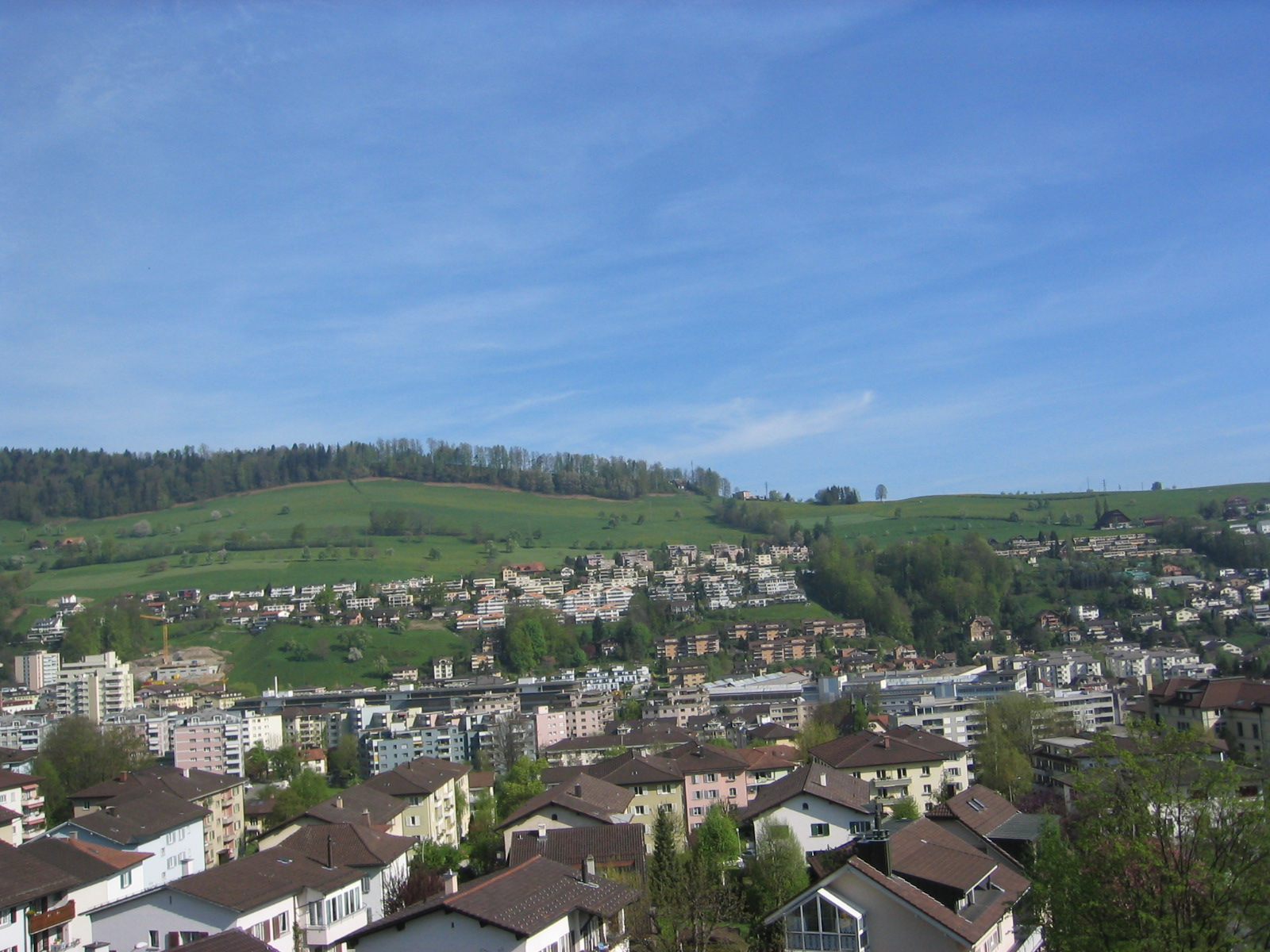
필라투스 공중 케이블에서 본 크린스

크린스의 인구는 1798년 이후 지속적으로 증가했다. 1837년에서 1850년 사이, 두 번째 1910-1920년, 세 번째 1970-1980년의 세 번의 짧은 침체 기간이 있었다. 특히 1888년에서 1910년 사이와 1930년에서 1970년 사이에 큰 증가가 있었다. 크린스는 1951년에 10,000명의 인구를 축하했다. 1970년에는 20,000명에 이르렀다. 오늘날 크린스는 루체른 주에서 세 번째로 큰 지자체이며, 스위스에서 25개 가장 큰 도시 및 지자체 중 하나이다. 2019년 1월 1일에 크린스는 공식적으로 크린스시(슈타트 크린스)라고 불린다.
역사적 인구는 아래의 표와 같다:
| 연도 | 인구     |
| ---- | -------- |
| 1456 | c. 400   |
| 1695 | c. 1,280 |
| 1798 | 1,956    |
| 1837 | 2,663    |
| 1850 | 2,693    |
| 1888 | 4,319    |
| 1900 | 5,951    |
| 1910 | 7,157    |
| 1920 | 7,247    |
| 1930 | 7,424    |
| 1950 | 9,821    |
| 1960 | 14,029   |
| 1970 | 20,409   |
| 1980 | 21,097   |
| 1990 | 23,079   |
| 2000 | 24,742   |
| 2004 | 25,190   |

### 주택
2000년 기준으로 10,830세대가 있으며, 그중 3,760세대(약 34.7%)가 1인 가구이다. 573명(약 5.3%)이 5인 이상의 대가족이다. 2000년 기준으로 지자체에는 2,941채의 주거용 건물이 있었고, 그중 2,532채는 주택으로만 건축되었으며, 409채는 주상 복합 건물이었다. 자치단체에는 단독주택 1,341채, 다가구주택 275채, 다가구주택 916채가 있었다. 대부분의 집은 2층(918) 또는 3층(906)층 구조였다. 단층 건물은 114채, 4층 이상 건물은 594채에 불과했다.

### 언어
인구는 고지 알레만계 독일어 방언을 구사한다. 2000년 마지막 인구조사 당시 89.36%가 독일어를 주 언어로, 2.55%가 이탈리아어, 1.92%가 세르비아어를 공용어로 사용한다고 응답했다.

### 종교
인구는 이전에 카톨릭 교회에 의해 지배되었지만, 오늘날 여전히 크린스에서 가장 큰 기독교 교단이며, 다른 사람들은 스위스의 다른 지역과 해외에서 이주하여 도시 인구의 인구통계를 변화시키고 있다.
2000년 기준으로 종교 인구는 다음과 같다.
| 종교별 인구 (Census) | 종교별 인구 (Census) | 종교별 인구 (Census) |
| 교파                 | 비율                 |                      |
| -------------------- | -------------------- | -------------------- |
| 로마 가톨릭          | 66.79%               |                      |
| 개신교               | 15.82%               |                      |
| 무신론자             | 7.44%                |                      |
| 무슬림               | 3.28%                |                      |
| 정교회               | 2.22%                |                      |
| 다른 종교 비기독교   | 0.76%                |                      |
| 유대교               | 0.57%                |                      |
| 구 가톨릭            | 0.19%                |                      |
| 무응답               | 2.78%                |                      |

대다수의 이슬람교도는 알바니아인과 보스니아인이며, 일부 다른 국적을 가지고 있다. 정교회 기독교인은 대부분 세르비아인과 몬테네그로인이다. 유대인은 일반적으로 유대교의 (정통) 하시디파 분파의 구성원이며, 국적은 스위스이다.

### 국적별 인구
2004년 말 기준 인구 25,190명 중 21,409명이 스위스인이고, 3,781명(약 15%)이 외국인이다. 지난 2000년 인구조사 당시 스위스 국민은 80.46%(이중국적 포함 85.30%)였다. 루체른의 다른 큰 지자체와 달리 크린스에는 외국인 이민자가 대다수인 커뮤니티가 없다.
| 국적별 인구 (Census)  | 국적별 인구 (Census)      | 국적별 인구 (Census)  |
| 국적                  | 수 이중 시민권자는 불포함 | 수 이중 시민권자 포함 |
| --------------------- | ------------------------- | --------------------- |
| 스위스                | 19'907                    | 21'105                |
| 이태리                | 724                       | 1'158                 |
| 세르비아-몬테네그로   | 928                       | 994                   |
| 독일                  | 293                       | 403                   |
| 스리랑카              | 228                       | 264                   |
| 스페인                | 197                       | 244                   |
| 보스니아-헤르제고비나 | 221                       | 234                   |
| 마케도니아            | 161                       | 171                   |
| 포르투갈              | 148                       | 158                   |
| 크로아티아            | 135                       | 146                   |
| 오스트리아            | 93                        | 134                   |
| 터키                  | 86                        | 103                   |

## 경제
일자리의 3분의 2가 서비스 부문에 있다. 크린스는 958개 작업장에서 12,120개의 일자리를 제공한다. 크린스의 실업률은 2.53%이다. 2005년 기준으로 1차 경제 부문에 155명이 고용되어 있으며, 이 부문에 약 59개 기업이 참여하고 있다. 2,051명이 2차 부문에 고용되어 있고 이 부문에 200개의 기업이 있다. 6,629명이 3차 부문에 고용되어 있으며, 이 부문에는 657개의 기업이 있다. 2000년 기준으로 자치단체 인구의 51.2%가 일정 수준으로 고용되었다. 동시에 여성은 노동력의 45%를 차지했다.

## 교육
크린스에는 12개의 초등학교와 3개의 중학교가 있다.
크린스에서는 인구의 약 74.2%(25-64세)가 필수가 아닌 고등 교육 또는 추가 고등 교육(대학 또는 응용학문대학)을 완료했다.

## 교통
크린스는 이전에 기차로 접근할 수 있었다. 크린스-루체른 열차는 수십 년 동안 여객 수송을 처리했다. 선로는 2004년 시내 재편 과정에서 도시에서 제거되었다. 같은 해에 철도 서비스가 크린스로 복원되었다. 크린스-마텐호프역은 2004년 12월에 루체른과 인터라켄/엥겔베르크 사이의 철도 노선에 개통되었다. S4, S5가 운행되고 러시아워에는 S41이 운행된다. 그러나 그것은 크린스의 마을보다 호르브에 더 가깝다.
그럼에도 불구하고 크린스는 뛰어난 대중교통 시스템을 갖추고 있다. VBL 버스 회사의 1호선은 시내 중심가를 통해 루체른에서 크린스-오버나우까지 운행하며, 5호선은 크린스를 에멘브뤼케까지 직접 연결하며, 루체른 시내 중심가를 운행하지 않는다. 15번과 16번 라인은 대중 교통으로 크린스의 다른 커뮤니티에 접근할 수 있도록 한다. 2005년에는 16호선이 호르브의 기차역까지 연장되었다. 또한 14번 및 21번 버스 노선은 부분적으로 호르브를 경유하여 루체른에서 크린스까지 운행한다. 크린스–조넨베르크 케이블카는 크린스와 조넨베르크의 하이킹 및 레크리에이션 지역을 연결한다.
크린스에는 조넨베르크산 터널 남쪽의 그로스호프 근처 A2 고속도로에 자체 출구가 있다. 그러나 슬룬트의 호르브 출구도 A2에 있으며, 크린스의 일부 지역 주민들에게는 더 편리하다.

## 스포츠
축구팀 SC 크린스가 이 도시에 있다.